# 속핵층
눈의 해부학적 구조에서 망막의 속핵층(inner nuclear layer, 내핵층) 또는 내부 과립층(layer of inner granules)은 빽빽하게 들어찬 다수의 세포로 구성되며, 여기에는 양극성 세포, 수평 세포, 무축삭 세포의 세 가지 종류가 있다.

## 같이 보기
- 속얼기층(inner plexiform layer, 내망상층)
- 바깥얼기층 (outer plexiform layer, 외망상층)
- 바깥핵층 (outer nuclear layer, 외핵층)
- 신경절 세포층

## 참조
이 문서는 현재 퍼블릭 도메인에 속하는 그레이 해부학 제20판(1918) page 1016의 내용을 기초로 작성된 글이 포함되어 있습니다.